# Doca dos Pescadores

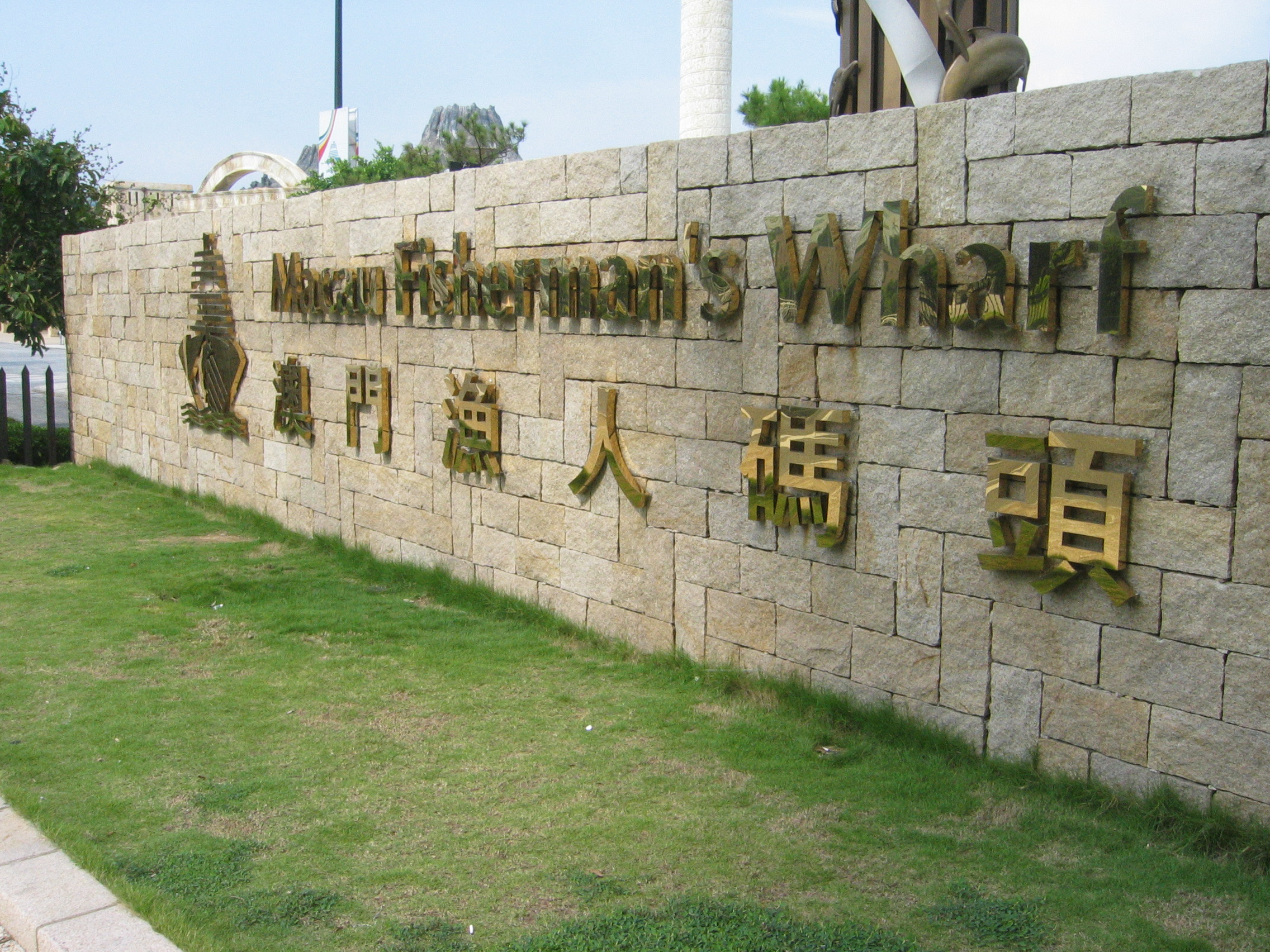
Entrada principal da Doca dos Pescadores

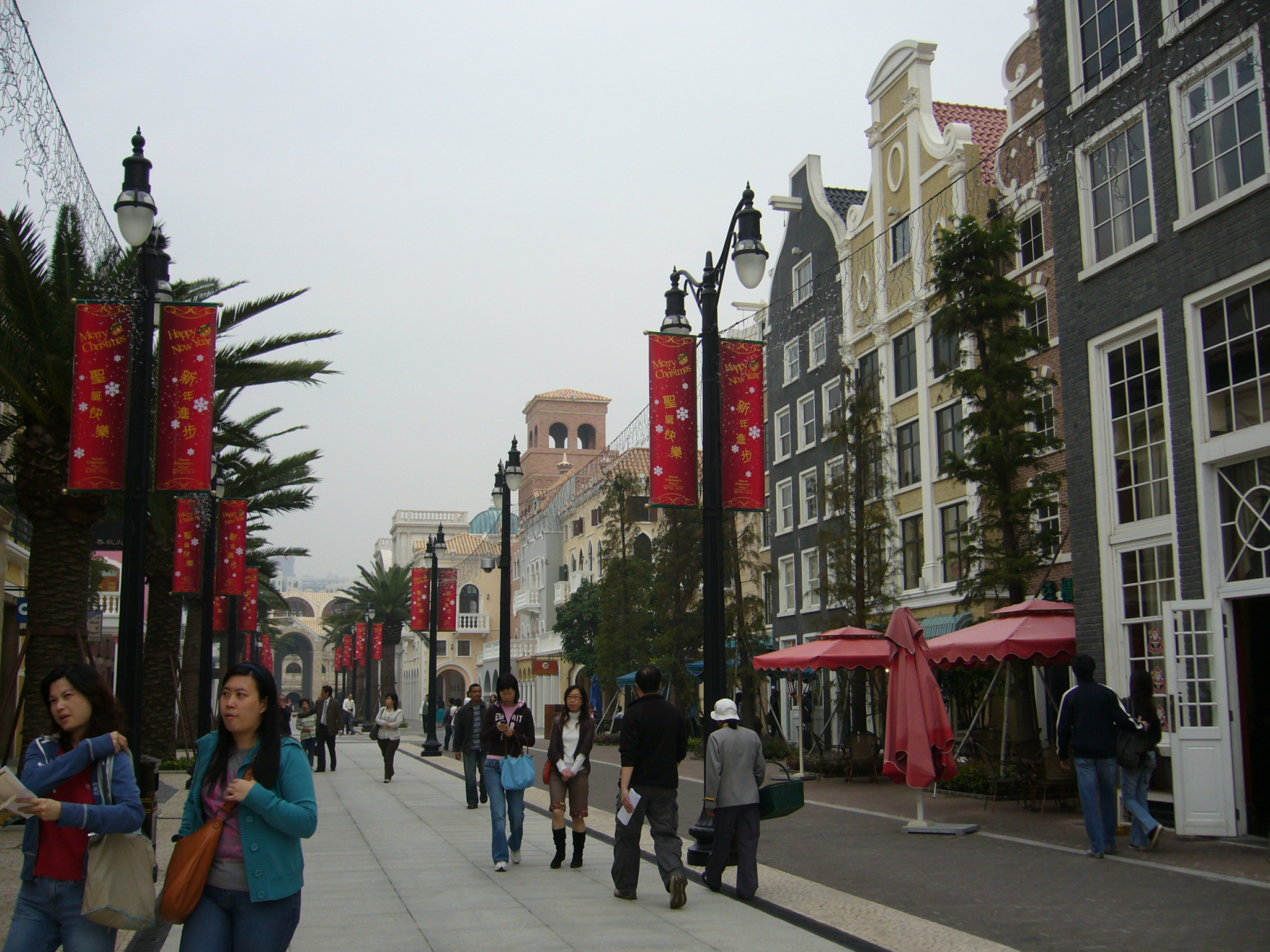
Um passeio pelo parque temático

A Doca dos Pescadores (Chinês: 澳門漁人碼頭) é o primeiro parque de diversão em Macau, China. Está localizado na Freguesia da Sé na Península de Macau, perto do Terminal Marítimo de Passageiros do Porto Exterior.

## Historia
A construção do parque temático levou cinco anos, antes de uma cerimonia de abertura pelo Chefe do Executivo de Macau e da operação experimental começar em 31 de dezembro de 2005. Depois de um ano do funcionamento experimental, o cais foi oficialmente aberto em 31 de dezembro de 2006.

## Arquitetura
O complexo incluí mais de 150 lojas e restaurantes em edifícios construídos no estilo de diferentes portos marítimos do mundo tais como Cidade do Cabo, Amsterdã e Veneza, seis passeios, um salão de jogos, um hotel com setenta e dois quartos e um casino que abrange mais de 111,500 m2 de área. O parque de diversão tem 40% da sua área vinda do aterramento marítimo do mar.

## Atrações turísticas

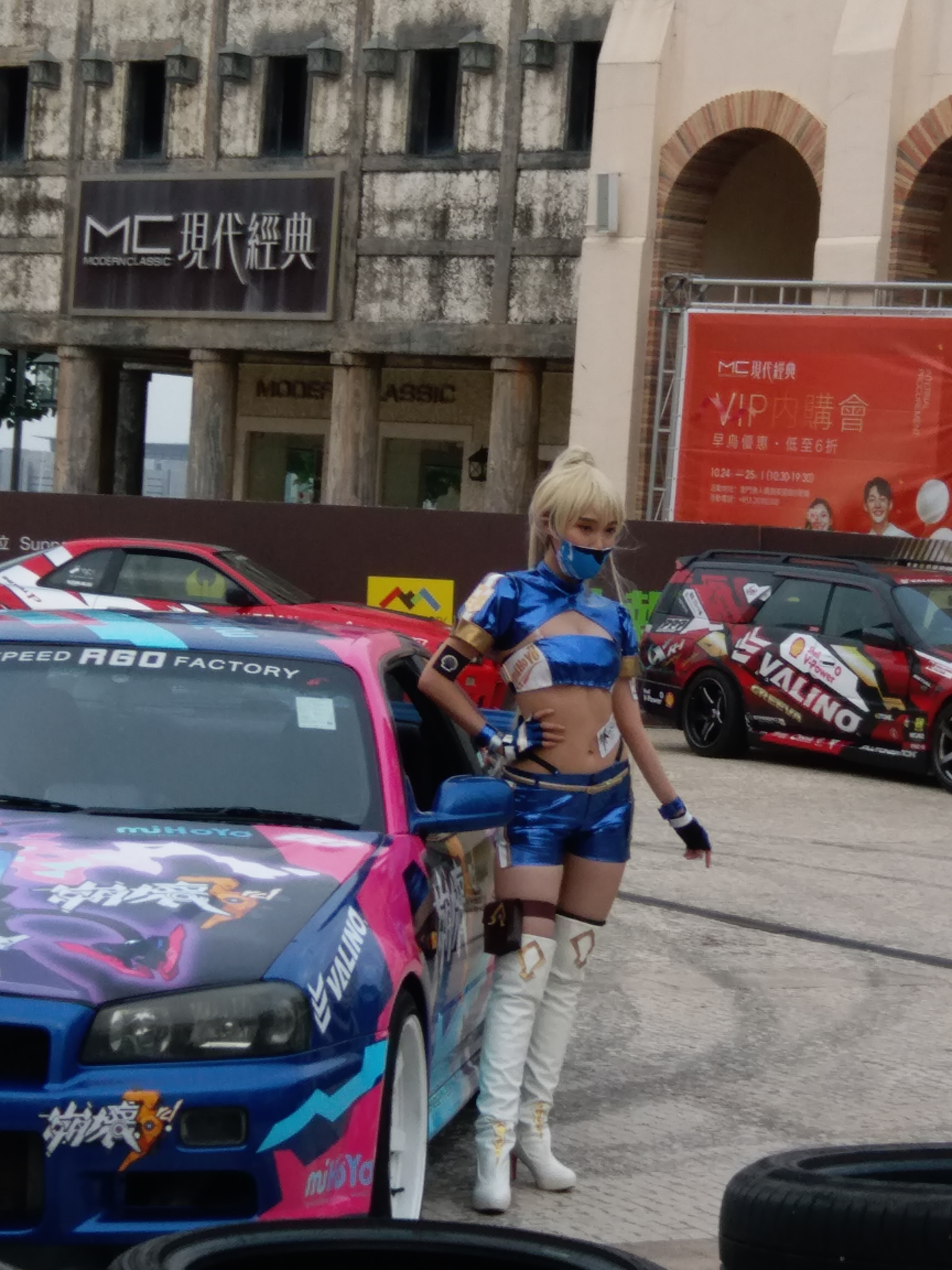
atividade relativo ao Grande Prémio

As atrações turísticas incluem:

### Dinastia Tang
Fortaleza da Dinastia Tang

### Oriente e o Ocidente

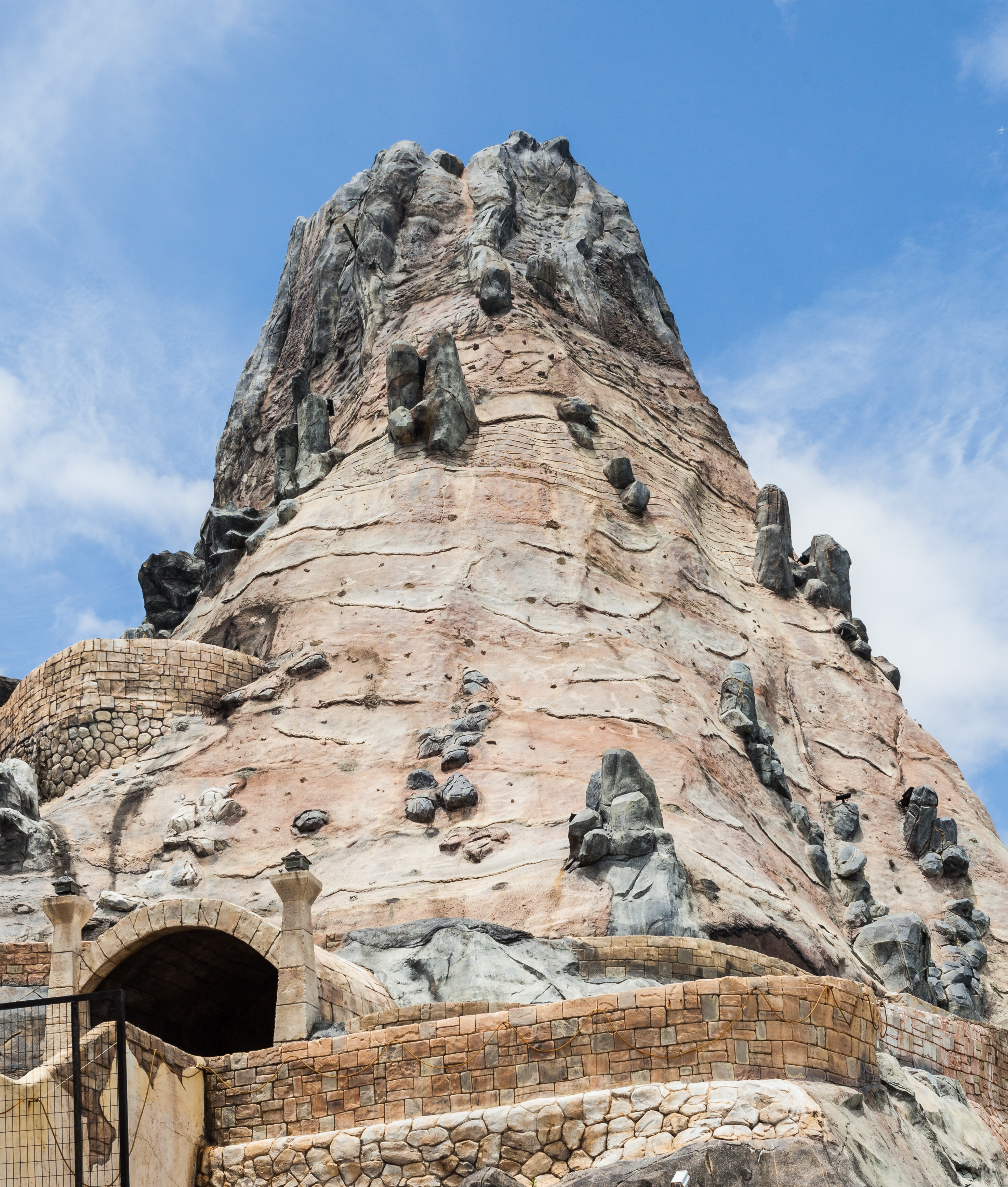
Vulcania

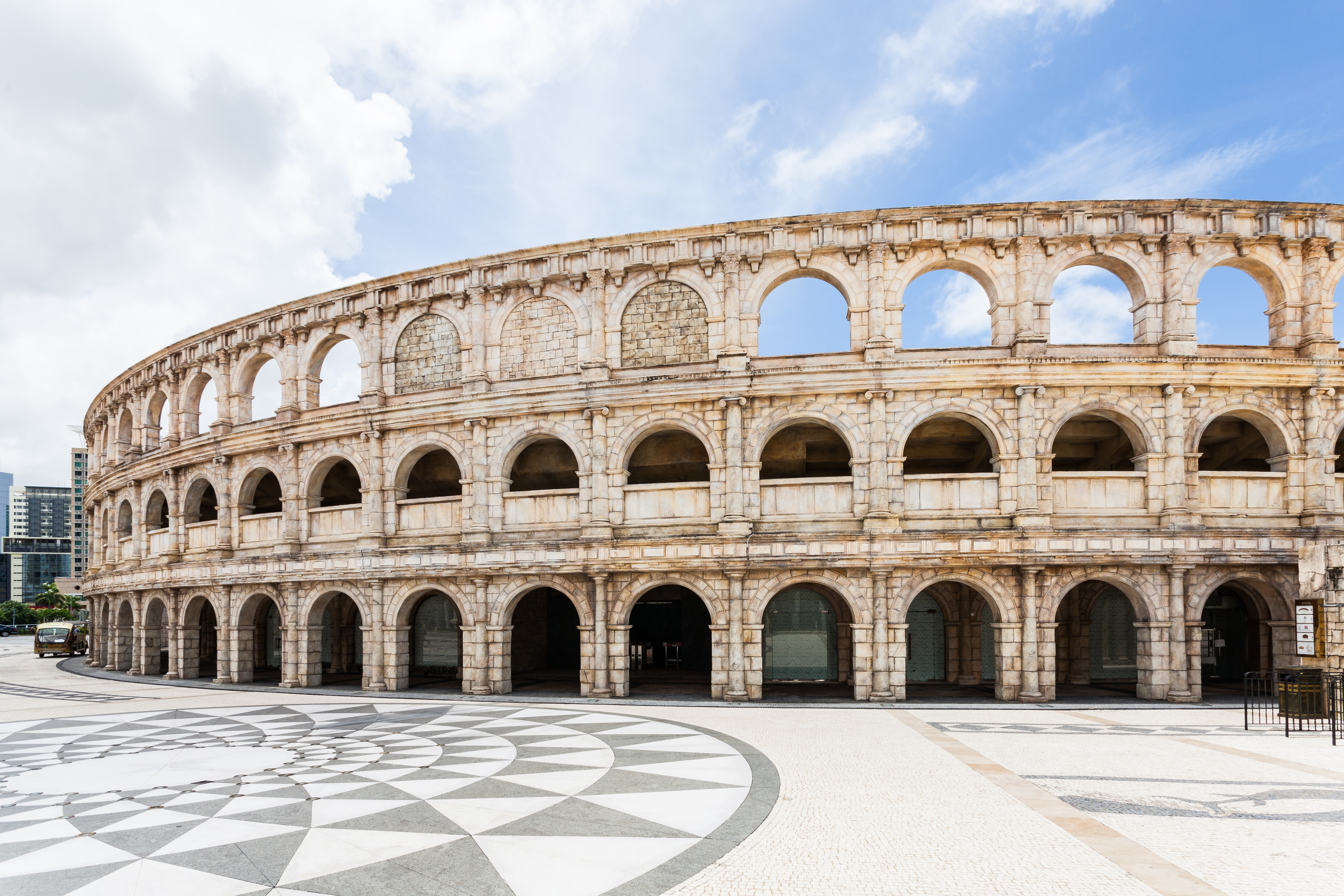
Anfiteatro romano

Vulcania, uma replica de 40m de altura de um vulcão que entra em 'erupção' todo entardecer e no interior está alojado um 'Rio de Fogo' de águas turbulentas e uma montanha-russa 'Dragon Quest'. O exterior do Vulcania incluí passarelas no estilo do Palácio de Potala de Lassa, Tibete. 
Fortaleza de Aladdin, uma atração no estilo de uma fortaleza do oriente-médio que é a casa de uma variedade de parques de diversão para crianças.
Aqua Romanis, um centro comercial de temática Romana.
Anfiteatro romano, um outdoor do Coliseu equipado com duas mil assentos, desenhado com um local para concertos e outras performances.
Centro de Convenções e Exposições

### Cais Lendário
Um complexo de lojas, hotéis, restaurantes e um casino temáticos nas cidades costeiras incluem Miami, Cidade do Cabo, Nova Orleães, Amesterdão, Veneza, Espanha, Portugal e a Riviera Italiana.
Vasco da Gama Waterworld a local de performances aquáticas incluindo quatro apresentações de jet-ski todos os dias.
Uma proposta de David Chow apresentada ao governo no início deste ano permitia que ele e Stanley Ho adicionar mais três hotéis, uma marina, uma discoteca, um centro de exposição e novos escritórios executivos para esta companhia em HK$1.1 bilhão. Uma vez que a homologação foi concedida, espera-se que a construção desta extensão levará cerca de dois anos.

## References
1. ↑  http://www.macau.com/en/Macau-Fisherman's-Wharf-2-22-159.html
2. ↑  http://www.travelchinaguide.com/attraction/macau/fishermans-wharf.htm